# Konditori Santa Fé

Konditori Santa Fé ligger vid Söderarmsvägen 1 i Kärrtorp i södra Stockholm. Neonskylten över entrén tillverkades av Roos Neon 1952 och vann år 2014 den årligen återkommande tävlingen Lysande skylt för ljusskyltar i Stockholm.

## Beskrivning
Konditoriet ligger i ett bostadshus som uppfördes omkring 1950 efter ritningar av arkitekt Josef Peterson med AB Hyreshus som byggherre. På gaveln inrättades ett café med konditori och bageri som kallade sig ”Santa Fé” efter staden Santa Fe i New Mexico. Neonskylten över entrén sträcker sig över hela gavelns bredd. Den byggdes av Roos Neon i fyra färger: ”Santa Fé” i skrivstil och röda bokstäver, ”Konditori” i versaler och gula bokstäver, samt en grön och vit blomslinga till höger och vänster.  I början av 2000-talet renoverades skylten av Focus Neon.
År 2014 utsågs neonskylten av Stockholms stadsmuseum till Lysande skylt år 2014. Juryns motivering lyder: ”Slingrande mjukt ramar neonblomster in Santa Fé, namnet på staden i New Mexico som blev konditori i Kärrtorp 1952. Bokstävernas graciösa former i kursiv gör känslan av denna mix vid Söderarmsvägen 1 till ett stilrent möte mellan nutid och 50-tal.”